# 福吉カフェ
福吉カフェ（ふくよしカフェ、Fukuyoshi Cáfe）は、北海道旭川市に本社を置くマーケティング会社、えびすけ株式会社が展開するカフェチェーンである。
愛称は「福吉」。2016年（平成28年）3月創業。

## 概要
歴史建築をリノベーションし「もっと地元が好きになるカフェ」というコンセプトを掲げ、地域の歴史と文化を伝えるカフェを旭川市と札幌市に展開している。通常のレストランとは異なり店内がイートイン空間となっていて、カウンターで事前に注文と会計を済ませるセルフスタイルを採用しているが、カレーやスキレットパンで焼きあげた肉料理、スープカレーなど本格的な料理も提供している。
使用している食材は立地店舗の地域でつくられたものを極力採用するなど地元の食材を使用するようにしている。
もともとは旭川市内で菓子製造を行う福居製餡所と日本茶専門店の吉川園によるコラボドリンクとして地元紙ライナーの編集者がプロデュースしたのがはじまり。その後、編集者がマーケティング会社を興し一事業として開業したものである。

## 主なメニュー

### ドリンク・デザート
- 福吉らて－美瑛産しゅまり小豆と宇治抹茶、北海道産牛乳を丁寧に注いだ和洋折衷を楽しむドリンク
- ほうじ茶らて－ほうじ茶の茶葉を粉末にしたほうじ抹茶を使用している
- いちごミルク－栃木県日光市霧降高原大笹牧場のもの

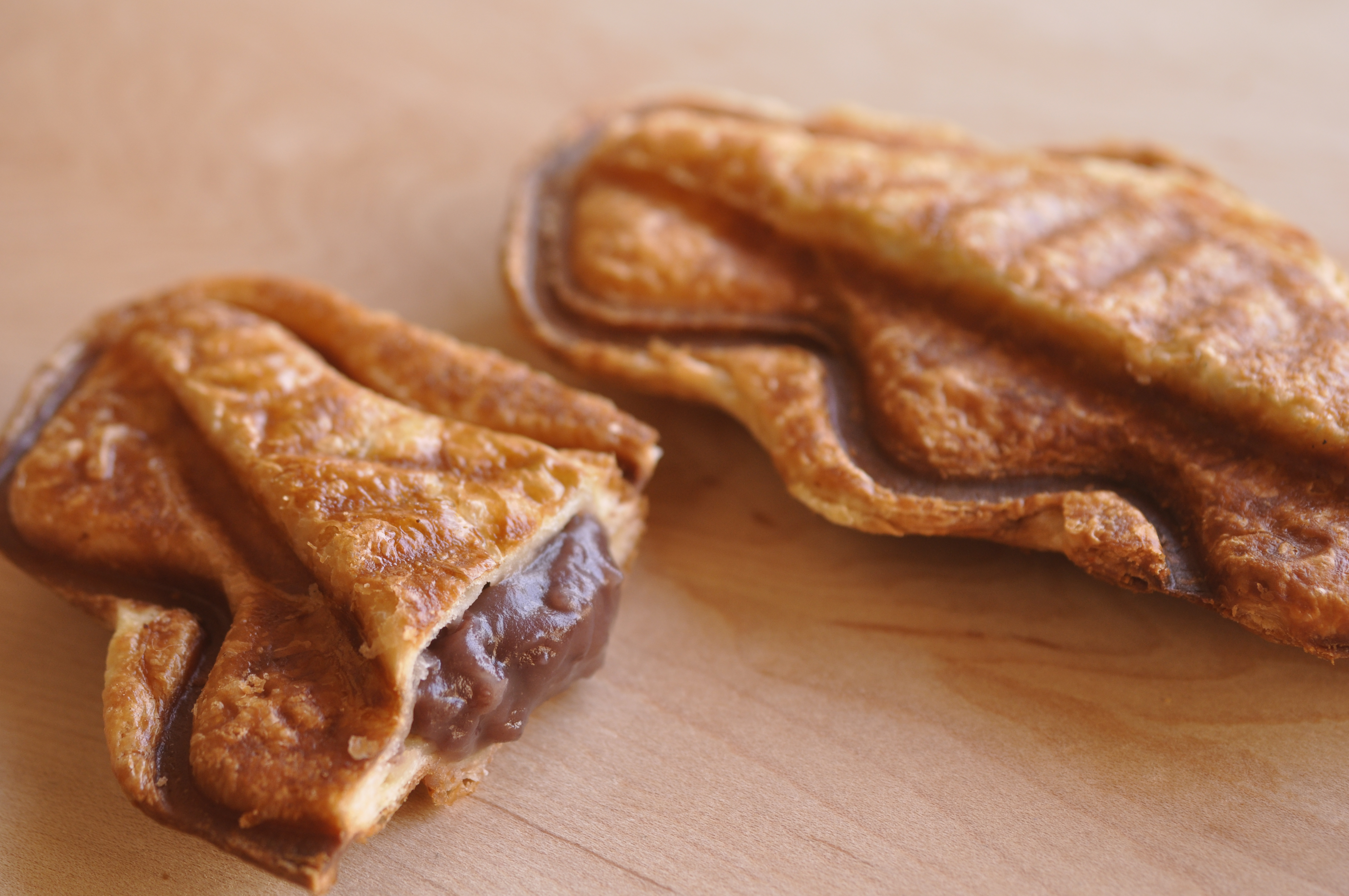
北海道遺産旭橋を模したトキワ焼き

- トキワ焼き－旭川市内中心部に架かる北海道遺産の旭橋をモチーフにしたデニッシュたい焼き
- ドサンコ焼き－道産子馬をモチーフにしたデニッシュたい焼き
- ソフトクリーム－北海道興部町パインランドデーリイの牛乳ソフトクリーム

### フード
- キーマカレー－創業者が発案したつぶあん入りのキーマカレー
- スープカレー－江別創業のカレー店「ジュマ~ル」のレシピを引き継いだスープとスパイス
- とんばーぐ－創業者が開発に関わった上川町ブランド豚渓谷味豚100%のハンバーグ
- 伏古ロコモコ－たまねぎ札幌黄ととんばーぐを使ったご当地ロコモコ

### アイデアコンテストなど
これまでに「あなたが食べたいトキワ焼きコンテスト」を開催しており、常連客からのメニュー提案の中から商品化するものを選んでいる。また北海道旭川商業高等学校や北海道旭川農業高等学校の学生グループと商品開発を行うなど、頻繁に新しいメニューや季節限定メニューが登場する。

## 店舗

### 旭川市

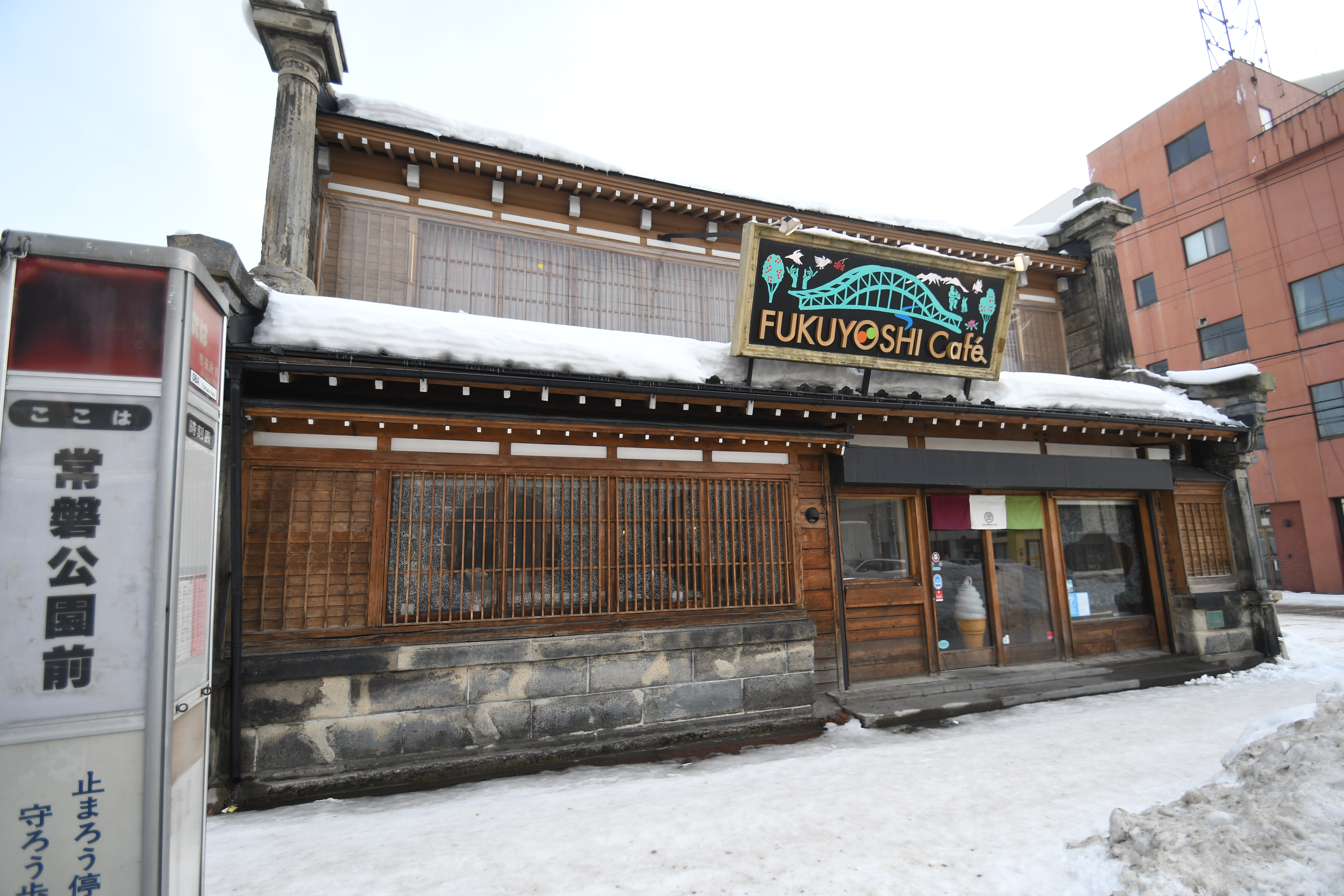
旭橋本店の外観

- 旭橋本店（旭川市常盤2丁目）－大正13年に建てられた歴史建築、旧北島製粉所を利用した店舗。美瑛軟石と地元の山から切り出した木材を使用した建物。旭川の歴史的建物の保存を考える会による建築賞として平成14年に表彰されている。この建物ではこれまでにスポーツ用品店、畳表店、和菓子店、駄菓子店などが営まれ当時の様子が記憶されている。店内で使用している家具の一部には旭川家具が使用されている。
- カムイスキーリンクス店（旭川市神居町112）－カムイスキーリンクスセンターハウスに冬季限定のカフェテリアを運営している。

### 札幌市

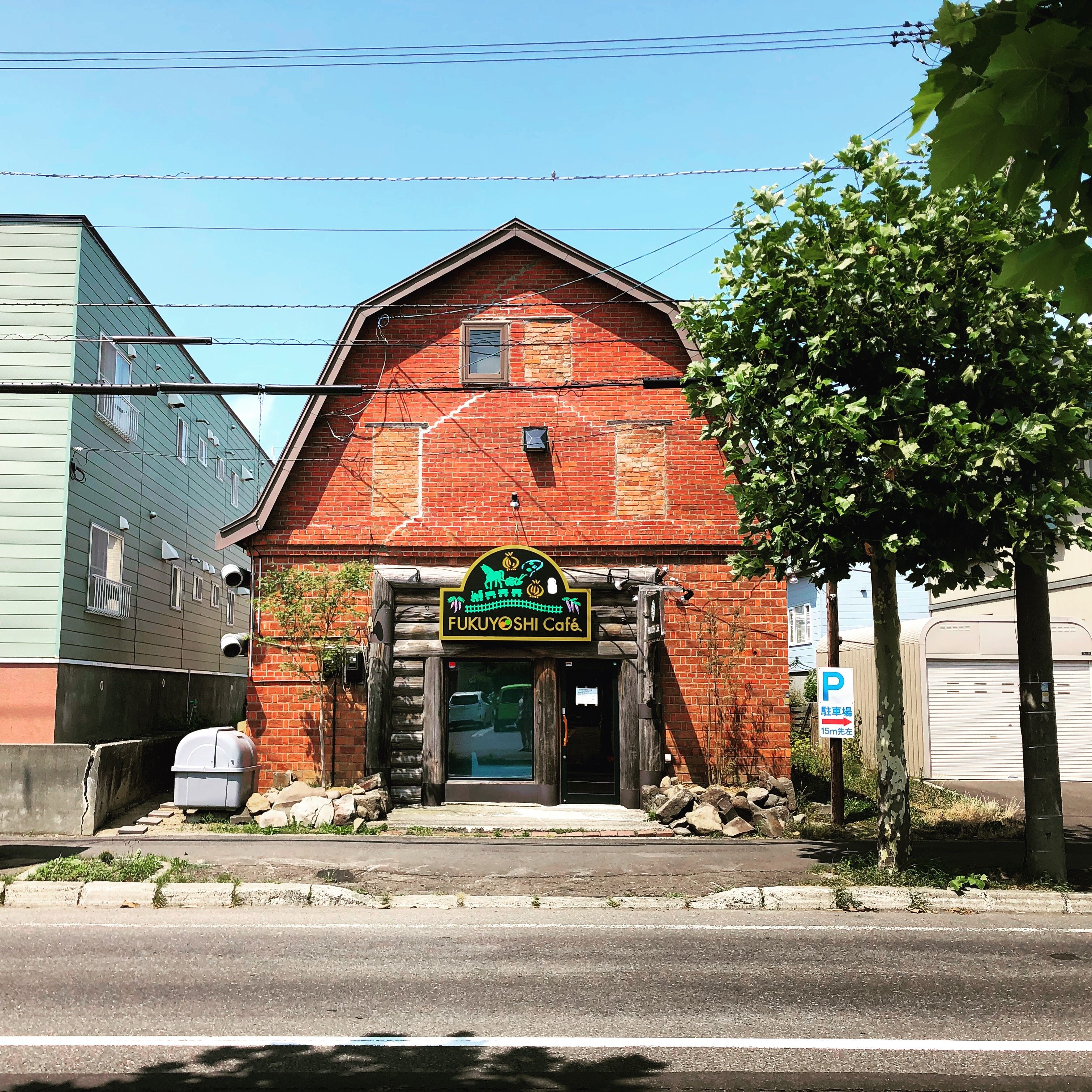
伏古店の外観

- 伏古店（札幌市東区伏古9条3丁目）－昭和初期に建てられた歴史建築、旧山本農場馬小屋を利用した店舗。レンガ造りの建物はこれまで馬小屋、たまねぎ倉庫、鮮魚料理店、スープカレー店として使用されてきた。建物内は秋田杉を使ったログハウス調の２階建て構造になっている。

### 閉鎖店舗
- しもつけ店－道の駅しもつけ㈱によるフランチャイズ店がかつて存在していたが令和元年10月に閉店。

## 特徴
- ほとんどのメニューがテイクアウトできる。
- 食事の作り置きはしていない。電話オーダーシステムがあり、電話で注文すれば指定の時間に合わせて調理され、待つことなく商品を手に入れることができる。
- カフェ空間を公共の空間と位置付けており、営業時間中であればバス待ちやサイクリング途中の給水、スマートフォンの充電の利用ができる。また周辺の観光情報やサークル情報などリーフレットが閲覧できる。
- 大雪山環境保全プログラムへの寄付を行なっており、飲食を利用すると大雪山国立公園の環境保護の取り組みに貢献できる仕組みとなっている。
- 旭橋本店、伏古店ともに運営会社の制作室が併設され、グラフィックデザイナーや映像ディレクター、コピーライターが勤務している。また、一部のカフェスタッフはカメラマンや広告モデル、ナレーターとしても活動を行なっている。
- 看板はかつて旭川市内におかれた東海大学芸術工学部くらしデザイン学科出身のデザイナーが描いている。描かれているのは地域資源をモチーフにしたグラフィックである。
- 旭橋本店には市民団体「旭橋を語る会」の事務局が設置されている。
- 定休日はなく年中無休。元旦も営業しており、正月にはオリジナル福吉おみくじを行っている。また北海道胆振東部地震の停電のなかでも営業を続けた。

## 口コミやメディアの活用
個店主義ではなくエリア主義を掲げ、コミュニティの拠点機能を盛り込んだ店づくり行っており、地域資源が集まるアンテナショップとしての信頼と、郷土愛を感じる口コミを活用している。その後、芸能人・メディアによる紹介により一躍有名となった。また、各メディアの取材を積極的に受けることで宣伝の代わりとしており、CMなどマスメディアでの自社宣伝はほとんど行っていない。